# 澳洲駐印度尼西亞大使館
澳洲駐印度尼西亞大使館（英語：Australian Embassy Indonesia）係澳洲聯邦派駐在印度尼西亞共和國（印尼）的最高外交代表機構，位處雅加達金三角。現任大使為彭妮·威廉斯。

## 歷史
1935年，澳洲於巴達維亞（今雅加達）以卡莉大運河西路貿易專員的名義，開設該國在荷屬東印度群島的首個正式代表機構，澳洲直至第二次世界大戰前僅派有少數的官方代表機構。1945年，澳洲開始於各國開設多座大使館，印尼宣布獨立後，英國施壓澳洲放棄在印尼設立總領事館，而是向軍事單位派駐一名代表。1946年，F.K.專員（F.K.Officer）被指派為澳洲駐東南亞代表，主要協助戰後談判事宜。在更換幾任代表後，荷屬東印度群島盟軍（Allied Forces, Netherlands East Indies, AFNEI）於1946年11月底撤離，總領事一職於同年12月5日正式設立。1950年，兩國自領事級升格為大使級外交關係，約翰·胡德成為首任特命全權大使。

### 爆炸和搬遷
2004年，伊斯蘭基本教義派武裝組織伊斯蘭祈禱團向大使館發動汽車炸彈攻擊，造成至少9人死亡，170多人受傷。當地同時有多座大使館受到襲擊，導致若干位外交人員受傷，而死者則皆為印尼公民。肇事者被捕後，於2005年獲判死刑。
攻擊發生後，澳洲外交部開始規劃興建更安全的新建築以取代受損的大使館。2016年，大使館搬遷至新落成的大樓，占地5萬多平方公尺，耗資4.15億美元。新大樓緊鄰英國大使館，完工後成為澳洲最大和興建成本最高的的大使館。

## 外部連結
- 官方网站（英文）（印尼文）